# Ophelia Lovibond
Ophelia Lucy Lovibond (London, 1986. február 19. –) brit színésznő.
Legismertebb alakítása Carina a Marvel-moziuniverzumban. Sherlock és Watson című sorozatban is szerepelt.

## Fiatalkora
A londoni Shepherd's Bushban nőtt fel, egyszülős családban. Édesanyja okleveles pszichológusként dolgozott a Wormwood Scrubs börtönben. Van egy bátyja és egy nővére. Lovibond ösztöndíjjal a Latymer Upper Schoolba járt. Emellett a Young Blood színtársulathoz, egy ifjúsági színjátszó klubhoz járt Hammersmithben. 2008-ban diplomázott a Sussexi Egyetemen angol irodalomból.

## Pályafutása
Első szerepe a The Wilsons című sorozatban volt. 2005-ben a Twist Olivér című filmben szerepelt. 2009-ben a John Lennon – A fiatal évek című filmben szerepelt. 2010-ben a 4.3.2.1 című filmben szerepelt. 2014-ben A galaxis őrzői című filmben szerepelt.

## Magánélete
2022. május 1-én ment hozzá Henry Pettigrew színészhez.

## Filmográfia

### Filmek
| Év   | Magyar cím                        | Eredeti cím                       | Szerep            | Magyar hang                     |
| ---- | --------------------------------- | --------------------------------- | ----------------- | ------------------------------- |
| 2005 | Twist Olivér                      | Oliver Twist                      | Bet               | Solecki Janka                   |
| 2006 | Keresztes hadjárat farmerban      | Crusade in Jeans                  | Isabella          |                                 |
| 2007 |                                   | Popcorn                           | Katerina          |                                 |
| 2009 |                                   | Bottle                            | Sam               |                                 |
| 2009 | Árnyak verőfényben                | Shadows in the Sun                | Kate              |                                 |
| 2009 | John Lennon – A fiatal évek       | Nowhere Boy                       | Marie             |                                 |
| 2010 |                                   | Chatroom                          | Charlotte         |                                 |
| 2010 |                                   | 4.3.2.1.                          | Shannon           |                                 |
| 2010 | London Boulevard                  | London Boulevard                  | Penny             | Balsai Mónika                   |
| 2011 | Csak szexre kellesz               | No Strings Attached               | Vanessa           | Vadász Bea                      |
| 2011 |                                   | Turnout                           | Sophie            |                                 |
| 2011 | Mr. Popper pingvinjei             | Mr. Popper's Penguins             | Pippi Pepenopolis | Vadász Bea                      |
| 2012 |                                   | 8 Minutes Idle                    | Teri              |                                 |
| 2012 |                                   | The Poison Tree                   | Biba Capel        |                                 |
| 2013 | Egyetlen lövés                    | A Single Shot                     | Abbie             |                                 |
| 2013 | Thor: Sötét világ                 | Thor: The Dark World              | Carina            |                                 |
| 2014 | A galaxis őrzői                   | Guardians of the Galaxy           | Carina            | Dögei Éva                       |
| 2015 | Férfi kell!                       | Man Up                            | Jessica           | Sipos Eszter Anna (1. szinkron) |
| 2015 | Férfi kell!                       | Man Up                            | Jessica           | Sallai Nóra (2. szinkron)       |
| 2016 |                                   | Tommy's Honour                    | Meg Drinnen       |                                 |
| 2016 | A boncolás                        | The Autopsy of Jane Doe           | Emma              | Lamboni Anna                    |
| 2016 |                                   | Gozo                              | Lucille           |                                 |
| 2019 | Rocketman                         | Rocketman                         | Arabella          | Eke Angéla                      |
| 2020 | Timmy Kudarc: Becsúszott pár hiba | Timmy Failure: Mistakes Were Made | Patty Failure     |                                 |
| 2024 | Itt                               | Here                              | Stella Beekman    |                                 |

### Televíziós szerepek
| Év                    | Magyar cím                 | Eredeti cím            | Szerep                      | Megjegyzések                                    |
| --------------------- | -------------------------- | ---------------------- | --------------------------- | ----------------------------------------------- |
| 2000                  |                            | The Wilsons            | Poppy Wilson                | 6 epizód                                        |
| 2003                  |                            | Single                 | Rachel Barton               | 6 epizód                                        |
| 2003                  |                            | Loving You             | Alice                       | tévéfilm                                        |
| 2003, 2007            |                            | The Bill               | Carly Flint, Serena Black   | 3 epizód                                        |
| 2005                  | Baleseti sebészet          | Casualty               | Jude Greer                  | 1 epizód                                        |
| 2005                  |                            | Nathan Barley          | Mandy                       | 1 epizód                                        |
| 2006–2007             | Holby Városi Kórház        | Holby City             | Jade McGuire                | mellékszereplő                                  |
| 2007                  |                            | Heartbeat              | Charlie Prentice            | 1 epizód                                        |
| 2008                  |                            | Messiah: The Rapture   | Lucy Waite                  | minisorozat                                     |
| 2009                  | Lewis – Az oxfordi nyomozó | Lewis                  | Jessica Rattenbury          | 1 epizód                                        |
| 2009                  |                            | FM                     | Daisy                       | főszereplő                                      |
| 2012                  |                            | Titanic: Blood & Steel | Kitty Carlton               | főszereplő                                      |
| 2012                  |                            | The Poison Tree        | Biba Capel                  | minisorozat                                     |
| 2014                  | A kilences házszám alatt   | Inside No. 9           | Rachel                      | 1 epizód                                        |
| 2014                  |                            | Mr. Sloane             | Robin                       | főszereplő                                      |
| 2014–2017             |                            | W1A                    | Izzy Gould                  | főszereplő                                      |
| 2014–2015, 2017, 2019 | Sherlock és Watson         | Elementary             | Katheryn "Kitty" Winter     | mellékszereplő magyar hangja Törőcsik Franciska |
| 2016                  | A kalandor és a lady       | Hooten & the Lady      | Lady Alexandra Lindo-Parker | főszereplő magyar hangja Kelemen Kata           |
| 2019                  | Mr. Whiskey                | Whiskey Cavalier       | Emma Davies                 | 4 epizód magyar hangja Haffner Anikó            |
| 2020                  | Jól érzem magam            | Feel Good              | Binky                       | 5 epizód                                        |
| 2020                  |                            | Roadkill               | Susan Laurence              | 1 epizód                                        |
| 2020–                 | Próbálkozások              | Trying                 | Erica                       | főszereplő                                      |
| 2021                  | Mi lenne, ha…?             | What If...?            | Carina (hang)               | 1 epizód magyar hangja Dögei Éva                |
| 2022                  | Minx                       | Minx                   | Joyce Prigger               | főszereplő magyar hangja Kelemen Kata           |
| 2022                  |                            | This England           | Carrie Symonds              | főszereplő                                      |